# Филатовка (Саратовская область)
Филатовка — деревня в Аткарском районе Саратовской области России. Входит в состав Большеекатериновского муниципального образования.

## История
В «Списке населённых мест Саратовской губернии по данным 1859 года» населённый пункт упомянут как владельческая деревня Екатериновка (Филатовка) Аткарского уезда (1-го стана) при реке Бакур, расположенная в 27 верстах от уездного города Аткарска. В деревне имелось 25 дворов и проживало 211 жителей (103 мужчины и 108 женщин).
Согласно «Списку населённых мест Аткарского уезда» издания 1914 года (по сведениям за 1911 год) в деревне Филатовка, относившейся к Больше-Екатериновской волости, имелось 59 хозяйств и проживало 323 человека (159 мужчин и 164 женщины). В национальном составе населения преобладали великороссы. В деревне функционировали две единоверческие церкви.

## География
Деревня находится в северной части района, в пределах Приволжской возвышенности, на правом берегу реки Бакурка, к северу от села Большая Екатериновка, на расстоянии примерно 29 километров (по прямой) к северо-северо-западу (NNW) от города Аткарск. Абсолютная высота — 189 метров над уровнем моря.

Часовой пояс
Деревня Филатовка, как и вся Саратовская область, находится в часовой зоне МСК+1. Смещение применяемого времени относительно UTC составляет +4:00.

## Население
| 2010 |
| ---- |
| 12   |

Гендерный состав
По данным Всероссийской переписи населения 2010 года в гендерной структуре населения мужчины составляли 33,3 %, женщины — соответственно 66,7 %.
Национальный состав
Согласно результатам переписи 2002 года, в национальной структуре населения русские составляли 78 %.

## Улицы
Уличная сеть деревни состоит одной улицы (ул. Садовая).